# Крава (острво)
Крава је мало ненасељено острво у хрватском делу Јадранског мора.
Налази се око 0,4 ккм источно од острва Кркната у Задарском архипелагу. Површина острва износи 0,042 км². Дужина обалске линије је 0,76 км.. 